# Drosophila sinobscura
Drosophila sinobscura este o specie de muște din genul Drosophila, familia Drosophilidae, descrisă de Mahito Watabe în anul 1996.
Este endemică în Taiwan. Conform Catalogue of Life specia Drosophila sinobscura nu are subspecii cunoscute.